# Humleore
Humleore är en skog i Danmark. Den ligger i Region Själland, i den östra delen av landet. Humleore ligger på ön Sjælland. Den är en del av skogen Dyrehaven.